# ソンズオン県

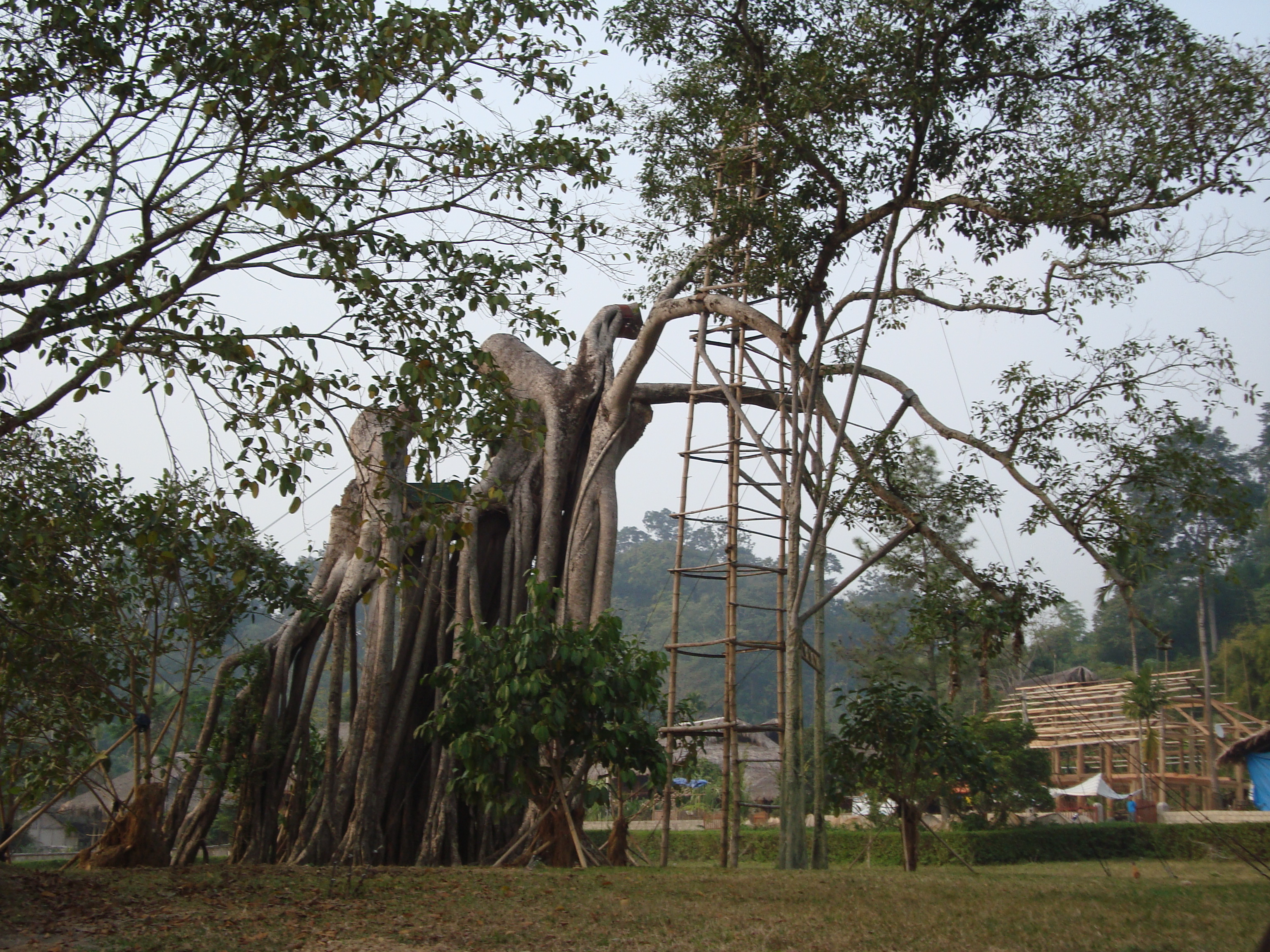
タンチャオのバンヤンの木

ソンズオン県（ソンズオンけん、ベトナム語：Huyện Sơn Dương / 縣山陽?）は、ベトナム社会主義共和国トゥエンクアン省の県。面積は790.62km²、人口は182,030人（2018年）である。